# Masakazu Kamimura
Masakazu Kamimura (japonsky 上村 政和) * 2. října 1960) je bývalý japonský zápasník, volnostylař. V roce 1984 na olympijských hrách v Los Angeles vybojoval v kategorii do 68 kg čtvrté místo. V roce 1981 a 1982 vybojoval stříbro na Asijských hrách. V roce 1982 obsadil deváté místo na mistrovství světa.